# Mohamed ag Itlal
Mohamed ag Itlal dit « Japonais » ,,, est l'un des membres du groupe de musique de blues touareg malien Tinariwen. Il meurt le 14 février 2021 à Timiaouine,.

## Biographie
Mohamed ag Itlal est né vers 1960 à Tessalit au nord du Mali. C'est dans les années 1990 dans l'un des camps d'entraînement de Kadhafi en Libye qu'il rencontre les autres membres du groupe.
Poète reconnu par toute la communauté touarègue, c'est également un grand guitariste compositeur au style incisif et précis. Il participe en 2001, à l'enregistrement de l'album The Radio Tisdas Sessions, ainsi qu'en 2007 à l'album Aman Iman avec deux morceaux : Ahimana qui signifie « Ô mon âme » et Awa Didjen qui veut dire « Ce qui est advenu ». Celle-ci évoque le manque d'eau en pays touareg mais aussi la situation de la langue tamachek, qui est bafouée et ignorée par les pouvoirs en place.
On le retrouve également en solo, lors d'une session enregistrée en décembre 2003 sur l'album d'un groupe de Kidal, Etran, où l'on retrouve un autre membre des Tinariwen, Abdallah ag Lamida dit « Intadao ». 
Il ne participe pas aux tournées mondiales du groupe mais c'en est un membre très actif, l'un des piliers. Dans le film Teshumara, les guitares de la rébellion touareg, il exprime avec vigueur son intention de promouvoir la musique des ishumars et la culture touarègue.